# Patricia Moore
Patricia "Pat" Moore política de Luisiana Estados Unidos. Es miembro del Partido Demócrata. Representa al distrito17 de la Cámara de Representantes de Luisiana. Su distrito abarca partes de la Parroquia de Ouachita.

## Fondo
Moore es de Monroe, Luisiana. Estudió en el instituto Julia C. Wossman. Después se licenció en Empresariales por la Universidad de Luisiana en Monroe. Moore está jubilada de State Farm. Moore sirvió en el Jurado de Policía de Ouachita Parish entre 2007 y 2019, representando al Distrita F. Fue elegida para la Cámara de Representantes de Luisiana en 2019.
Moore hizo campaña para representar al Distrito 17 después de que Marcus Hunter fuera elegido Juez del Tribunal del 4 Distrito Judicial de Luisiana.
Tribunal de Distrito de Luisiana. Moore ganó las elecciones especiales del 30 de marzo de 2019 con el 63,25% de los votos sobre Rodney McFarland.